# Sing-A-Longs and Lullabies for the Film Curious George
Sing-A-Longs and Lullabies for the Film Curious George es el cuarto álbum del cantante y compositor Jack Johnson. Este disco incluye 9 canciones del excampeón de surf y su banda, formada por Adam Topol, Merlo Podlewski y Zach Gill y 3 duetos con Ben Harper, G Love y Matt Costa todo con el estilo de música "barbeque" y las letras accesibles características del artista.

## Lista de canciones
1. Upside Down
2. Broken
3. People Watching
4. Wrong Turn
5. Talk Of The Town
6. Jungle Gym - 2:24
7. We're Going To Be Friends - 2:18
8. Sharing Song - 2:45
9. 3 R's - 2:55
10. Lullaby - 2:48
11. With My Own Two Hands - Johnson, Jack & Ben Harper - 2:59
12. Questions - 4:10
13. Supposed To Be - 2:54
14. 3 R's

- Datos: Q512861